# Nicolas Koechlin
Pour les articles homonymes, voir Koechlin.
Nicolas Koechlin, prononcé ke'klɛ̃, est un entrepreneur mulhousien, puis français, né le 1er juillet 1781 et mort le 15 juillet 1852 à Mulhouse, pionnier du chemin de fer en Alsace.

## Biographie
Nicolas Koechlin est d'abord un industriel haut-rhinois du textile qui crée et fait prospérer l'entreprise familiale, avec des filatures et ateliers de tissage à Masevaux et Mulhouse, ainsi qu'à Lörrach au grand-duché de Bade.
Politiquement, il soutient le régime napoléonien et mène un combat de partisan avec ses frères (dont Jean-Jacques, futur leader libéral) dans les Vosges durant l'invasion de 1814 et les Cent-Jours, ce qui lui vaut d'être décoré de la Légion d'honneur.
Il sera par la suite député du Haut-Rhin de 1830 à 1841.
Il est président du conseil d’administration de la Compagnie départementale du Haut-Rhin pour la recherche de houille de 1822 à 1832.

### Chemins de fer
Mais la grande œuvre de Nicolas Koechlin, c'est le chemin de fer.
En 1839, il obtient l'autorisation de construire une ligne entre Mulhouse et Thann, inaugurée le 1er septembre. Elle est empruntée par trois locomotives de construction alsacienne ayant une vitesse de pointe de 65 km/h et très rapidement le trafic de passagers dépasse toutes les prévisions.
Il passe alors à la vitesse supérieure en constituant la Compagnie du chemin de fer de Strasbourg à Bâle pour construire et gérer la ligne du même nom. Construite par tronçons, pour une longueur totale de 140 km, elle est inaugurée en 1841 et constitue la première ligne internationale d'Europe.
L'année suivante la loi relative à l'établissement des grandes lignes de chemin de fer en France consacre le schéma du réseau ferroviaire en étoile centrée sur Paris, connu sous le nom d'« étoile de Legrand ». La Compagnie du chemin de fer de Paris à Strasbourg qui a reçu la concession de la ligne éponyme (ouverte entre 1849 et 1852) fusionne en 1854 avec la Compagnie de Strasbourg à Bâle, rachetée à Nicolas Koechlin qui croule sous les dettes, pour constituer la Compagnie des chemins de fer de l'Est.
Il est aussi l'un des délégués de l'assemblée générale de la Caisse générale du commerce et de l'industrie.

## Compagnies créées
- Compagnie du chemin de fer Mulhouse à Thann
- Compagnie du chemin de fer de Strasbourg à Bâle

## Pour approfondir